# Rabwah
Rabwah (Urdu: ربوہ) é uma cidade do Paquistão localizada na província de Punjab.